# Annamia
Annamia  — рід риб родини Гастромизонові. Складається з 2 видів.

## Опис
Загальна довжина представників цього роду сягають 7,5—7,8 см. Самці стрункіші і дрібніші за самиць. Голова помірно широка, рот маленький. Очі невеличкі. Тулуб витягнутий в довжину і стислий зверху. Черево пласке. Спинний плавець трикутної форми, високий. Грудні та черевні плавці великі та широкі. Хвіст витягнутий, сильно розділений.
Загальний фон коричневий з різними відтінками. На спині може бути кілька темних плям. Деякі з плям у формі підкови. По нижньому краю боків є рядок дрібних плям. Плавці прозорі.

## Спосіб життя
Воліє до швидких річках і великих струмків з піщано-кам'янистим ґрунтом. Може заселяти різні ділянки на одній і тій же річці і бути досить численним. Донні ділянки з ними ділять риби родів Rhinogobius і Stiphodon. У пошуках їжі можуть заповзати на стрімкі стіни кам'янистих порогів.
Тримаються у великих групах. Доволі полохливі. Живляться донними безхребетними, переважно личинками комах.

## Розповсюдення
Зустрічаються в басейні річки Меконг (у середній частині).

## Види
- Annamia normani (Hora, 1931)
- Annamia thuathienensis Nguyen, 2005